# Agrotana
Agrotana é um gênero de traça pertencente à família Arctiidae.